# Mossavattentjärnen
Mossavattentjärnen är en sjö i Åsele kommun i Lappland och ingår i Lögdeälvens huvudavrinningsområde. Sjön har en area på 0,0511 kvadratkilometer och ligger 324 meter över havet. Sjön avvattnas av vattendraget Mossavattsbäcken.

## Delavrinningsområde
Mossavattentjärnen ingår i det delavrinningsområde (711243-164246) som SMHI kallar för Utloppet av Mossavattnet. Medelhöjden är 346 meter över havet och ytan är 7,19 kvadratkilometer. Räknas de 3 avrinningsområdena uppströms in blir den ackumulerade arean 11,32 kvadratkilometer. Mossavattsbäcken som avvattnar avrinningsområdet har biflödesordning 2, vilket innebär att vattnet flödar genom totalt 2 vattendrag innan det når havet efter 97 kilometer. Avrinningsområdet består mestadels av skog (83 procent). Avrinningsområdet har 0,16 kvadratkilometer vattenytor vilket ger det en sjöprocent på 2,2 procent.